# Kaliber (zegarmistrzostwo)
Kaliber – rozmiar (średnica) mechanizmu zegarka mechanicznego oraz zespół cech wyróżniających jeden mechanizm od drugiego, czyli kształt, wymiary i układ poszczególnych części. Każdy kaliber tradycyjnie oznaczany jest literami oraz liczbami w celu ułatwienia wymiany zużytych, bądź uszkodzonych elementów werku. Podany numer umożliwia odnalezienie odpowiednich części w katalogu producenta mechanizmu.
Rozmiar kalibru jest wyrażany zazwyczaj w liniach paryskich (1 linia paryska = 2,256 mm), choć popularne jest także podawanie rozmiaru w milimetrach.